# Pierre-Henri Castel
 (avril 2018).
Si vous disposez d'ouvrages ou d'articles de référence ou si vous connaissez des sites web de qualité traitant du thème abordé ici, merci de compléter l'article en donnant les références utiles à sa vérifiabilité et en les liant à la section « Notes et références ».
Pour les articles homonymes, voir Castel.
Pierre-Henri Castel, né à Paris en 1963, est un chercheur et psychanalyste français.

## Biographie
Ancien élève de l'École normale supérieure (rue d'Ulm) (1982), agrégé de philosophie, docteur en philosophie, sous la direction de Jacques Derrida, et docteur en psychologie clinique et pathologique, il est directeur de recherche au Laboratoire interdisciplinaire d’études sur les réflexivités – Fonds Yan Thomas (CNRS/EHESS) et psychanalyste. 

## Travaux
Pierre-Henri Castel s'intéresse en particulier à l'analyse épistémologique de la psychanalyse, à sa critique, et en particulier aux grandes thèses échafaudées par Sigmund Freud, Jacques Lacan et Wilfred Bion. Il essaie d'intégrer les critiques épistémologiques (Grünbaum, Popper), mais aussi celles de nature historiographique.
En philosophie et en histoire des sciences (sciences sociales et médecine mentale), il défend des thèses non-naturalistes, proches de Wittgenstein, et critiques à l'égard des positions cognitivistes contemporaines, ainsi qu'une forme d'épistémologie historique ou d'histoire des sciences héritée de Georges Canguilhem, mais opposée sur de nombreux points à Michel Foucault.

## Publications
- La vérité, en collaboration avec Anissa Castel, in Notions de philosophie II, Gallimard, Paris, 1995.
- La querelle de l'hystérie. La formation du discours psychopathologique en France. Collège international de philosophie. Paris, 1998.  (ISBN 9782130494010)
- Introduction à « L'interprétation du rêve » de Freud. Une philosophie de l'esprit inconscient, PUF, Collection « les grands textes de philosophie », Paris, 1998.
- (dir.) Le moi contre sa sexualité, Collection débats philosophiques, 2002.  (ISBN 9782130523741)
- La métamorphose impensable. Essai sur le transsexualisme et l'identité personnelle, Gallimard, Paris, 2003.
- À quoi résiste la psychanalyse ?, Paris, PUF, 2006. Une critique du livre
- L'Esprit malade, Paris, Ithaque, 2009.
- Âmes scrupuleuses, vies d'angoisse, tristes obsédés, volume 1 : Obsessions et contrainte intérieure de l'Antiquité à Freud, Paris, Ithaque, 2011.
- La Fin des coupables, suivi de Le Cas Paramord. vol. II : Obsessions et contrainte intérieure, de la psychanalyse aux neurosciences, Paris, Ithaque, 2012.
- Pervers, analyse d'un concept. Suivi de Sade à Rome, Paris, Ithaque, 2014. Lire un extrait
- Le Cas Paramord. Obsession et contrainte psychique aujourd'hui, Paris, Ithaque, 2016. Lire un extrait
- Le Mal qui vient. Essai hâtif sur la fin des temps, Paris, Editions du Cerf, 2018.
- Mais pourquoi psychanalyser les enfants ?, Paris, Editions du Cerf, 456 pages, 2021.